# Gran Chaco (provins)

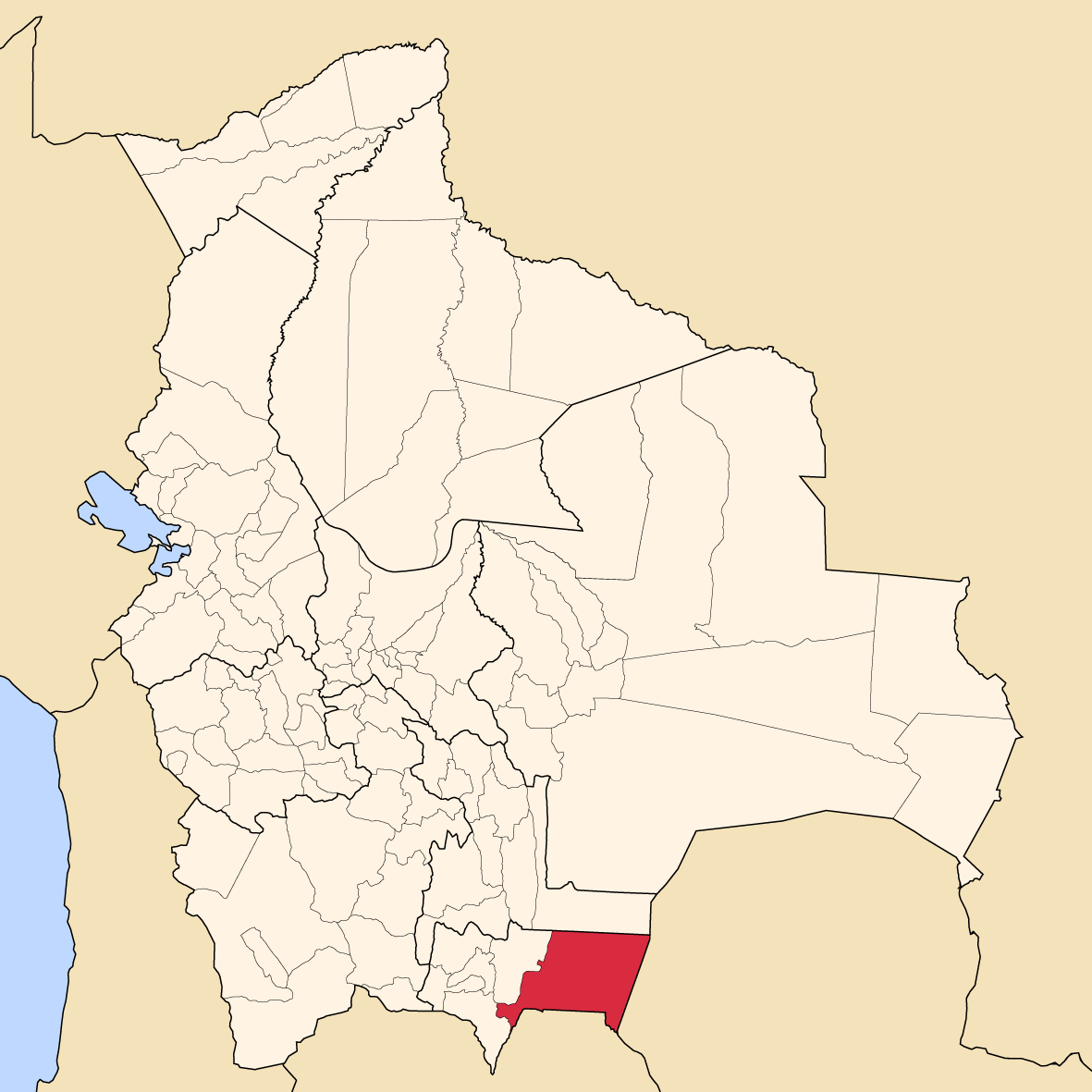
Provinsens läge i Bolivia

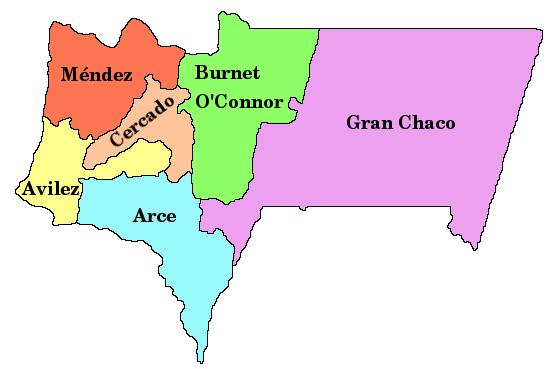
Provinser i Tarija

Gran Chaco är en provins i departementet Tarija i Bolivia. Den administrativa huvudorten är Yacuiba.